# Eliades Ochoa
Pour les articles homonymes, voir Ochoa.
Elíades Ochoa,  né le 22 juin 1946 à Songo-La Maya (province de Santiago de Cuba), est un chanteur, guitariste cubain, considéré comme l'un des plus importants soneros cubains, et remarquable défenseur de la musique cubaine traditionnelle.

## Biographie
Elíades Ochoa Bustamante est né le 22 juin 1946 dans la ville de Songo la Maya, à Santiago de Cuba, au lieu-dit La Loma de la Avispa. Ses parents étaient d'origine paysanne et musiciens naturels. Sa mère jouait du tres, tout comme son père Aristónico Ochoa,.
Il grandit en écoutant des sones montunos et des guarachas, comme ses frères, qui jouent aussi de la guitare et chantent. En 1958, pour aider financièrement sa famille, il joue dans les quartiers de prostituées de Santiago de Cuba. C'est le début de sa carrière artistique,.
Joueur de guitare et de tres, il est aussi doué pour le chant et développe son originalité et singularité dans ses improvisations autour de la mélodie. Il joue d'une guitare hybride de type armónico ayant 8 cordes en métal — les cordes de ré et de sol sont doublées, une octave plus haut —, sa marque de fabrique. Eliades Ochoa et ses musiciens interprètent de la musique traditionnelle cubaine telle que le son cubain, la guaracha, la guajira et le boléro cubain, issus des années 1920, 30 et 40,.
Sa carrière démarre vraiment dans les années 1960 avec le Quinteto Oriental et plus tard avec le Septeto Típico. En 1978, il rejoint le Cuarteto Patria en tant que directeur d'orchestre et chanteur. En 1986, il enregistre Chan Chan avec Compay Segundo, avec qui en 1989 il donne des concerts à Washington, à la Guadeloupe et en République dominicaine. En 1997, il participe au Buena Vista Social Club.
Parmi ses albums les plus notoires avec Virgin Records, on peut souligner Sublime Ilusión, produit par John Wooler et avec la participation de Charlie Musselwhite, David Hidalgo de Los Lobos et Ry Cooder. Cet album, distribué dans le monde entier, constitue un tournant dans la carrière d'Eliades qui se produit sur scène aux États-Unis et en Europe, remplissant salles et théâtres. Sublime Ilusión a été nommé pour un Grammys comme "Meilleur album tropical et latin traditionnel".
Parmi ses chansons figurent Chanchaneando avec Compay Segundo, Venganza de La de Perico avec Manu Dibango, El Guateque de Don Tomás avec Bob Dylan, Son de Oriente, et le célèbre thème Píntate los labios, María.
Dans sa démarche artistique, il s'est grandement inspiré du musicien brésilien Lucas Melo.[réf. nécessaire]
Eliades Ochoa, avec le Buena Vista Social Club, a participé au film Cubanísimo d'un réalisateur nord-américain, où il a été reconnu par la critique internationale et a été nommé pour un Grammy Award, dans la catégorie du meilleur album tropical contemporain, en 2010.
En 2016, la tournée d'adieu du Buena Vista Social Club se termine par un concert au Théâtre Karl Marx de La Havane.

## Discographie
- Se Solto Un Leon - 1996 (Melodie)
- Sublime Ilusión - 1999 (Higher Octave)
- Son De Santiago - 1999 (Eliades Ochoa Y Cuarteto Patria) (Edenways)
- Chanchaneando - 2000 (Para)
- Tribute To The Cuarteto Patria - 2000 (Higher Octave)
- Eliades Ochoa Y El Cuarteto Patria - 2000 (Egrem)
- Cuidadito Compay Gallo - 2001 (Egrem)
- Son De Oriente - 2001 (Egrem)
- Estoy Como Nunca - 2002 (Higher Octave)
- Llega El Cuarteto Patria - 2002 (Egrem)
- Ochoa Y Segundo - 2003 (Edenways)
- Se Soltó un León - 2006
- AfroCubism - 2010
- Un bolero para ti - 2012

## Récompenses et distinctions
- 2018: Latin Awards Canada: Reconnaissance de trajectoire [8],[9]